# وراء الشمس (مصطلح)
وراء الشمس هو مصطلح عربي شهير يستخدم لتخويف الشخص الذي يتكلم في السياسة. قد يشير المصطلح إلى مكان لا تصل إليه أشعه الشمس. وفي كثير من الأحيان يتم وصف السجن السياسي بوراء الشمس.